# Берли-Гриффин
Берли-Гриффин (англ. Burley Griffin) — искусственное озеро в центре города Канберра, столицы Австралии. Сооружение завершено в 1964 году, после того как река Молонгло в течение между городским центром и Парламентским треугольником была перекрыта дамбой.
Объект был спроектирован Уолтером Бёрли Гриффином с использованием разных геометрических мотивов таким образом, чтобы его оси соответствовали природным географическим объектам территории. Однако власти изменили его первоначальный план, и до его отъезда из Австралии в 1920 году значительных работ завершено не было. Его схема осталась невыполненной из-за Великой депрессии и Второй мировой войны. Проектирование возобновилось только в 1950-х годах. После длительных политических диспутов по нескольким предложенным вариантам, в 1960 году, при энергичной поддержке премьер-министра Роберта Мензиса, начались земляные работы. После завершения строительства мостов и дамб в сентябре 1963 года дамба была перекрыта. Однако из-за засухи вода поднялась до целевой отметки только в апреле 1964 года. Формально водоём был открыт 17 октября 1964 года.
Объект расположен в приблизительном географическом центре города, и, в соответствии с первоначальным проектом Гриффина, являлось центральной точкой столицы. На его берегах были построены здания множества центральных учреждений, таких как Национальная галерея Австралии, Национальный музей Австралии, Национальная библиотека Австралии, Австралийский национальный университет и Верховный суд Австралии, неподалёку расположен Здание Парламента Австралии. Его окрестности, занятые в основном парковыми зонами, являются популярным местом отдыха, особенно в тёплое время года. Хотя купаются в водоёме редко, оно используется для широкого круга других развлечений, таких как катание на лодках, рыбалка и парусный спорт.
Водоём имеет орнаментальную поверхность с длиной 11 километров и максимальной шириной 1,2 километра. Средняя глубина составляет 4 метра, максимальная — достигает 18 метров около дамбы Скрайвинер. Эта дамба длиной 33 метра регулирует наполнение водохранилища. Она способна выдерживать особо сильные наводнения, случающиеся раз в 5 тысяч лет. В засушливое время уровень воды может поддерживаться за счёт спуска дамбы Гуглонг, расположенной на реке Квинбьян, верхнем притоке реки Молонгло.

## Этимология
Названо в честь Уолтера Бёрли Гриффина, американского архитектора, выигравшего конкурс на проектирование города Канберра.

## История проектирования

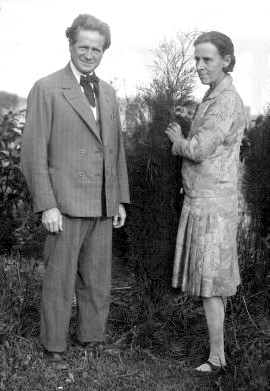
Уолтер Бёрли Гриффин, архитектор, который спроектировал Канберру, и в честь которого назван водоём, со своей женой и ассистентом Мэрион Махони Гриффин

Чарльз Роберт Скривенер (1855—1923) в 1909 году рекомендовал площадку для размещения планировавшейся столицы страны города Канберра. Одним из факторов выбора места была возможность создания водного резервуара «для декоративных целей по разумной стоимости». Работа Скривенера продемонстрировала, что рельеф местности даёт возможность создания водоёма посредством запруды.
В 1911 году начался конкурс на проектирование Канберры. Подготовленный Скривенером обзор территории был переда участвовавшим в конкурсе архитекторам. Поскольку река Молонгло протекала через заливную равнину, в обзоре Скривенера была чётко выделена серым территория, удобная для создания искусственного озера, близкая к позднее фактически созданному объекту, и обозначены четыре возможных места для дамбы. Большинство конкурсантов восприняли намёк и включили в свои предложения искусственный водоём.

### Разработка Уолтера Бёрли Гриффина
Американский архитектор Уолтер Бёрли Гриффин выиграл состязание и, после утверждения решения жюри министром внутренних дел Кингом О’Молли, был приглашён в Австралию для надзора за строительством новой столицы. Предложение Гриффина, изобиловавшее геометрическими моделями, включало концентрические шести- и восьмиугольники улиц, исходящих из нескольких центров.
По его проекту водоём должен был располагаться в центре города и состоять из центрального бассейна в форме сегмента круга, западного и восточного бассейнов, оба приблизительно в форме круга, а также обрамлявших их по обеим сторонам западного и восточного озёр, много больших по площади и нерегулярной формы. Восточное озеро предполагалось расположить на уровне на 6 метров выше остальных компонентов. Предложение Гриффина было «величайшим из представленных, подкупающим простотой и чёткостью».

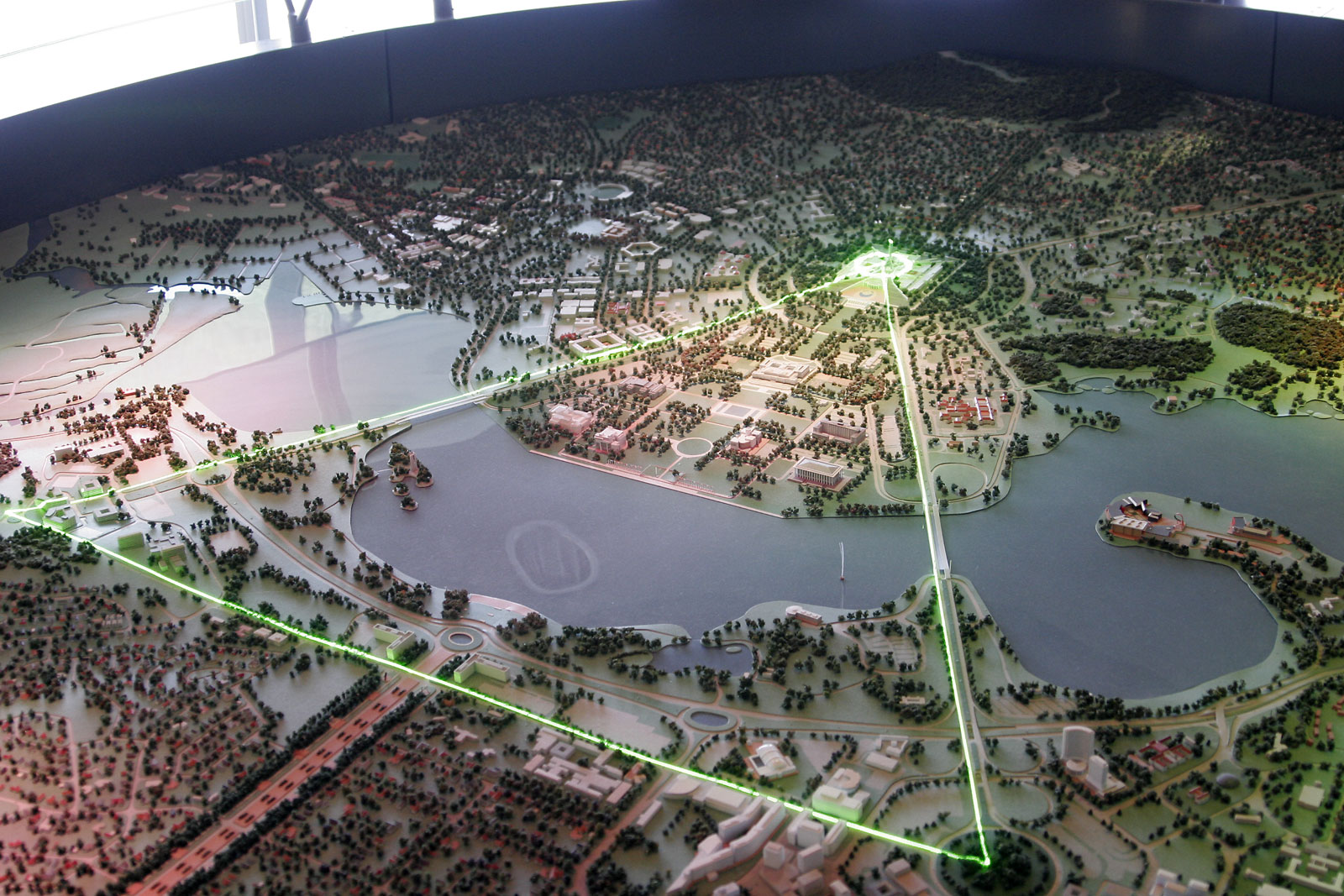
Модель Парламентского треугольника Гриффина. Изображён фактически осуществлённый, а не первоначальный проект Гриффина

Объекты были умышленно спроектированы так, чтобы их ориентация привязывалась к различным топографическим отметкам Канберры. Водоёмы тянулись с востока на запад и делили город на две части. Ось перпендикуляра к центральному бассейну проходила от Капитолийского холма на южном берегу (будущее место расположения нового Дома парламента) на северо-северо-восток через центральный бассейн к его северному берегу, затем вдоль проспекта Анзак к Австралийскому военному мемориалу (первоначально на его месте планировали разместить казино). При взгляде с Капитолийского холма должно было казаться, что военный мемориал стоит прямо у подножья горы Эйнсли. На юго-западном конце этой оси располагался пик Бимбери.
Прямой край сегмента круга, который формировал центральный бассейн, являлся водной осью, продолжавшейся на северо-запад к Блэк-Маунтин, высшей точке Канберры. Линия, проходившая по северной части города параллельно водной оси, считалась муниципальной осью. По муниципальной оси прошла авеню Конституции, связавшая Сити Хилл в районе Сити с центральным рынком. Авеню Содружества и Кингс авеню должны были, пройдя с юга от Капитолийского холма на север к Сити Хилл и центральному рынку соответственно, сформировать западную и восточную границы центрального бассейна. Территория, заключённая между этими тремя авеню, стала известна как Парламентский треугольник и должна была стать сердцем проекта Гриффина.

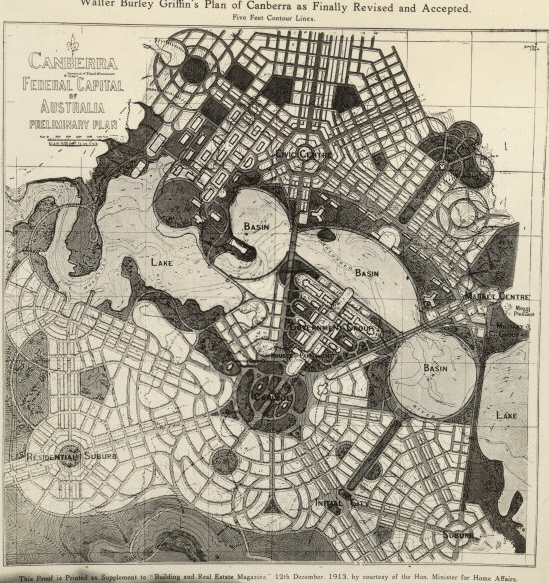
Победивший в конкурсе проект Гриффина

Позднее Скривенер, как член правительственного проектного комитета, отвечал за изменение выигравшего проекта Гриффина. Он рекомендовал изменить геометричную форму водоёма на более естественную и использовать только одну дамбу вместо предложенной Гриффином серии плотин. Гриффин лоббировал сохранение чистых геометрических форм, но его протесты были отклонены. Новый проект включал элементы нескольких лучших конкурсных предложений и широко критиковался за уродливый вид. Новый план водохранилища сохранил три бассейна Гриффина: восточный, центральный и западный, хотя и в несколько смазанной форме.
Гриффин вступил в переписку с правительством относительно проекта и возможных изменений и был приглашён в Канберру для переговоров по данному вопросу. Он прибыл в августе 1913 года и был назначен на должность директора по проектированию и строительству федеральной столицы сроком на три года.
В течение последующих лет проект был снова изменён, однако, планировка водоёма продолжала в основном базироваться на первоначальном предложении. План 1918 года был опубликован и юридически защищён федеральным парламентом в 1926 году. Вместе с тем, у Гриффина были натянутые рабочие отношения с австралийскими властями, а недостаток финансирования со стороны федерального правительства привёл к тому, что ко времени его отъезда в 1920 году выполнены были лишь незначительные работы. Последовавшее в 1920-х годах предложение уменьшить размер западного озера до всего лишь ленты воды аргументировалось необходимостью обеспечить защиту от наводнений. Однако, опубликованный в 1929 году отчёт Оуэна и Пика доказал, что первоначальный проект был обоснован с гидрологический точки зрения.

### Политические диспуты и изменения
С наступлением Великой депрессии и последовавшей Второй мировой войны развитие новой столицы было замедлено. В течение десятилетия после окончания войны Канберру критиковали за сходство с деревней, а её неупорядоченный набор строений считался уродливым. Канберру часто насмешливо описывали как «несколько пригородов в поисках города».
В течение этого времени река Молонгло протекала через заливаемую во время паводков территорию, которая однако составляла лишь незначительную часть от предусмотренной планом Гриффина водной поверхности. Центр столицы представлял собой преимущественно сельскохозяйственные земли с небольшим числом строений, в основном временных деревянных, по обеим сторонам реки. Ничто в реальности не говорило, что Канберра строилась по какому-либо плану, Парламентский треугольник и основные идеи Гриффина были забыты. На выпасной территории, которая должна была стать западным озером, размещались Королевский канберрский гольф-клуб, ипподром Эктон и спортивные площадки, и людям приходилось разгонять скот перед занятиями спортом. На месте северного берега центрального бассейна располагалась свалка мусора. Никаких строительных работ не проводилось в течение 30 лет с момента отъезда Гриффина.
В 1950 году по предложению Комитета по планированию и развитию национальной столицы из проекта было исключено восточное озеро, крупнейший компонент системы. Сегодня на территории, которую должно было занимать восточное озеро, расположен район Фишвик. Принятие этого решения мотивировалось тем, что в случае создания восточного водоёма было бы затоплено около 690 гектаров сельскохозяйственной земли, а водостока реки Молонгло не хватило бы для поддержания необходимого уровня воды в водохранилище.
В 1953 году Комитет исключил из плана западное озеро, заменив его извилистым руслом реки, которое имело 110 метров длины и покрывало одну пятую первоначальной площади объекта. Поскольку Комитет имел только совещательные полномочия, решение об этом изменении приписывают руководителям Департамента внутренних дел, которые считали план Гриффина слишком грандиозным. Сторонники такого решения считали, что это будет более экономично и сохранит 350 гектаров земли для дальнейшего использования. Однако, согласно проигнорированным инженерным отчётам, сокращённый проект в реальности обошёлся бы дороже из-за более сложной структуры дамб, которые, к тому же, были бы менее способны предотвращать наводнения.
В начальный период консультаций перед внесением изменений в проект возражений практически не было. Впоследствии критика сокращения площади водной поверхности усилилась. Процедуру изменения проекта называли трусливой и непрозрачной. Некоторые организации жаловались, что у них не было возможности выразить своё мнение до публикации изменений, а многие политики и главный архитектор города не были проинформированы о них. Критики с иронией намекали, что изменения в проект были пролоббированы влиятельными членами Королевского канберрского гольф-клуба, чьи поля должны были быть затоплены предполагаемым западным озером.

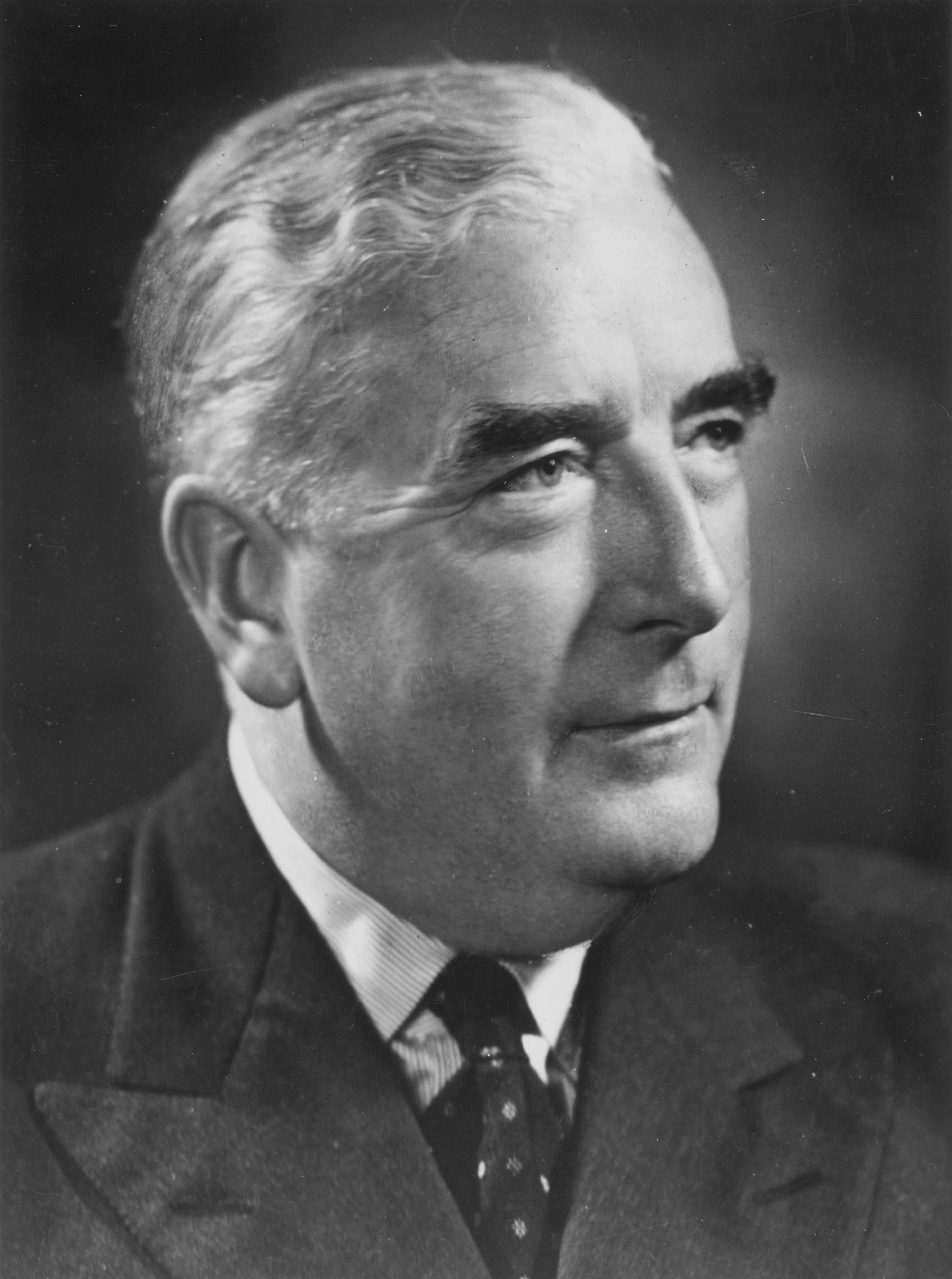
Премьер Роберт Мензис отстаивал проект строительства Берли-Гриффина

Парламентский Комитет общественных работ рекомендовал Парламенту сохранить западное озеро. После проведённого в конце 1954 года расследования Комитет пришёл к следующему заключению:

Создание западного озера желательно и реализуемо. Оно было исключено из проекта Канберры Департаментом внутренних дел без необходимого изучения Комитетом по планированию и развитию национальной столицы и заменено извилистым руслом, что увеличит капитализированные затраты на сумму около 3 миллионов. Водоём должно быть восстановлено в проекте. Мы рекомендуем предпринять необходимые правительственные действия как можно быстрее.
Премьер Роберт Мензис рассматривал состояние национальной столицы как конфуз. С течением времени его подход эволюционировал от презрения до поддержки развития. Он уволил двух министров, ответственных за развитие города, поскольку считал, что их деятельности не хватает интенсивности.
В 1958 году Комиссия по развитию национальной столицы, которая была создана и наделена большими полномочиями Мензисом в 1955 году после парламентского расследования, восстановило западное озеро в своих планах, что было публично объявлено в октябре 1959 года. Комиссия также заблокировала намерение Департамента строительства соорудить мост через водохранилище вдоль оси между Домом парламента и Австралийским военным мемориалом, противоречащее плану Гриффина.
Известный британский архитектор сэр Вильям Холфорд был привлечён к доработке первоначального плана Гриффина. Он внёс в проект ряд изменений: геометрия центрального бассейна была изменена так, что он больше не представлял собой сегмент круга; южному прямому берегу была придана многоугольная форма с тремя вершинами; на северном берегу был добавлен залив. Результат оказался близок к более раннему модифицированному плану Скривенера.

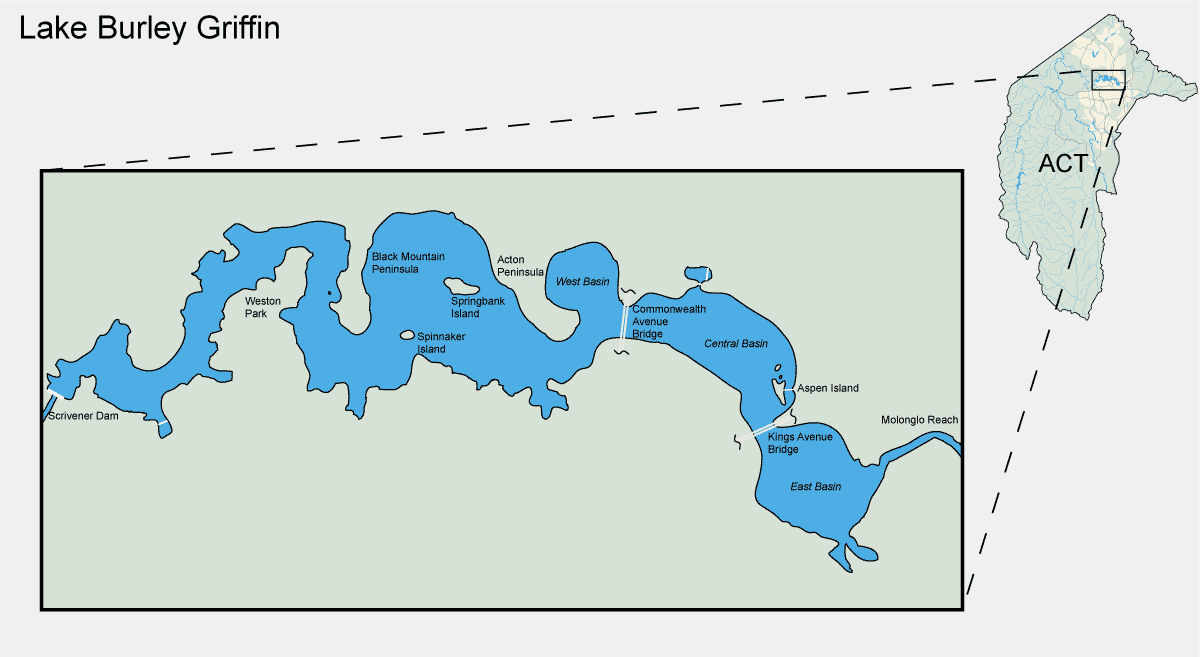
Карта Берли-Гриффина

## Окончательная планировка
Площадь поверхности водохранилища составляет 6,64 квадратных километра, объём воды — 33 миллиона кубических метров. Оно имеет 11 километров в длину, наибольшая ширина — 1,2 километра, длина береговой линии — 40,2 километра, уровень воды — 555,93 метров над уровнем моря.
Водохранилище относительно неглубокое: максимальная глубина (в районе дамбы Скривенера) — 17,6 метра, средняя глубина — 4,0 метра. Самой мелководной частью комплекса является восточный бассейн, где средняя глубина составляет 1,9 метра. Минимальная глубина у набережных составляет 0,5 метра. Для ограничения роста водных растений набережные облицованы камнем.
На Берли-Гриффине имеется шесть островов, три из которых небольшие и безымянные. Из более крупных остров Аспен расположен в центральном бассейне, а острова Спрингбэнк и Спиннэйкер — в западном озере. Остров Аспен связан с берегом пешеходным мостом, на нём расположена Австралийская национальная колокольня.

## Строительство
В 1958 году инженеры провели исследования гидрогеологии и структурных требований к строительству дамбы. Также были проведены дополнительные исследования по моделированию качества воды, заиливания, климатических эффектов и качества почв. В результате было рекомендовано в случае наводнений поддерживать уровень воды в пределах одного метра от запланированных 556 метров над уровнем моря.
В феврале 1959 года было выдано формальное разрешение на начало строительства. Однако, пока Мензис был в отпуске, чиновники Департамента казначейства убедили правительство приостановить финансирование проекта, и начало строительных работ было задержано. Как только старт был дан, работы стали быстро вестись. На их пике количество рабочих, занятых на строительстве дамбы, составляло от 400 до 500 человек. Джон Оверол, уполномоченный Комиссии по развитию национальной столицы, обещал Мензису закончить работы в течение четырёх лет, и сдержал слово, несмотря на скептицизм премьер-министра. Оборудование было закуплено быстро.
После того, как утихли длительные политические споры вокруг дизайна водохранилища, спала и критика в отношении всего проекта. Мензис жёстко осудил «стоны» оппонентов строительства. В основном проект критиковали за бесполезную трату денег, которые могли бы быть направлены на важные государственные нужды по всей Австралии. Менее острые высказывания концентрировались на потенциальных негативных последствиях строительства водоёма, таких как размножение москитов, экологическое вырождение, заиливание и возможность создания водоёмом туманов. Последнее из этих опасений оказалось безосновательным.

### Водоёмы, острова и набережные

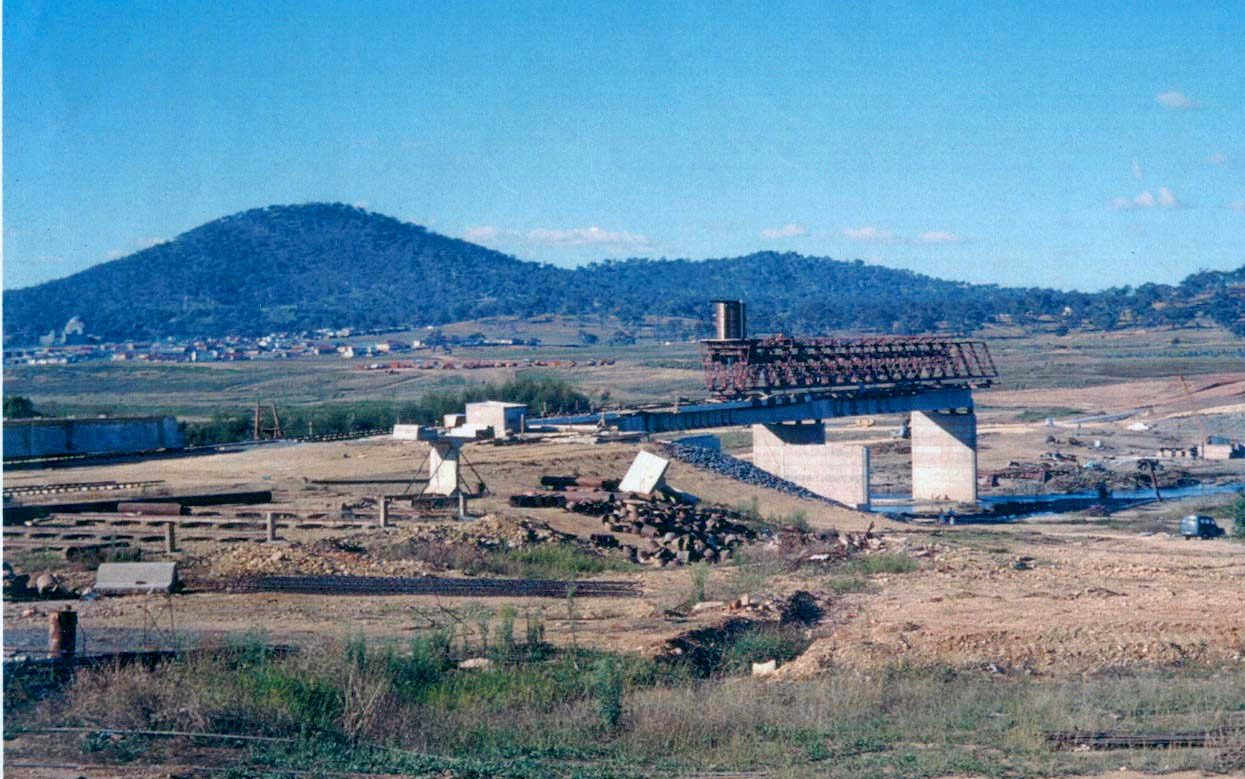
Строительство южной части моста Кингс Авеню. Австралийский военный мемориал слева на дальнем плане. 1961 год.

Работы по строительству озера начались в 1960 году с удаления растительности в пойме реки Молонгло. Деревья с поля для гольфа вдоль реки, а также спортивные площадки и дома были перенесены.
В ходе основных земляных работ было снято не менее 382 000 кубических метров верхнего слоя почвы, которая затем была использована для обустройства нескольких общественных парков и садов, включая Парк Содружества на северном берегу, а также шести искусственных островов, включая остров Спрингбэнк. Остров был назван по имени бывшей фермы Спрингбэнк, располагавшейся на том же месте. Земля, извлечённая при строительстве канала для парусников в Ярраламле, была использована для отсыпки острова Спинакер на севере, а камни — для строительства острова Аспен в восточной части центрального бассейна, рядом с мостом Кингс Авеню.
Для обеспечения достаточного клиренса для лодок дно озера углубили до как минимум двух метров от уровня воды. Дополнительной причиной для углубления дна стало то, что ни москиты, ни водоросли не могут размножаться на такой глубине. В бассейне озера была запущена программа по консервации почвы, также для минимизации потерь земли были установлены донные ловушки, которые использовались как источник песка и гравия для строительных работ. Дренажные устройства были установлены для предотвращения потерь подземных вод под озером.
В течение следующей фазы работ было сооружено четыре типа берегов озера. С южной стороны центрального бассейна были использованы слабоармированные бетонные удерживающие стены. На восточной стороне, около Парка Содружества, а также вокруг большей части восточного бассейна стены были выложены из скреплённых цементом камней. В рекреационных целях были сооружены песчаные и гравийные пляжи, преобладающие в западной части озёрного комплекса. Также были использованы крутые скальные склоны с водной растительностью, что особенно характерно для западного озера в Ярраламле. Фирма William Holford and Partners отвечала за ландшафтный дизайн береговой полосы, где было высажено более 55 тысяч деревьев в соответствии с разработанной схемой. В целях сохранения естественного городского пейзажа в основном высаживались эвкалипты.

### Мосты
Озеро пересекают мост Авеню Содружества (310 метров), мост Кингз Авеню (270 метров) и дорога по дамбе Скривенер. Оба моста были построены до заполнения озера с использованием удаляемых деревянных конструкций.

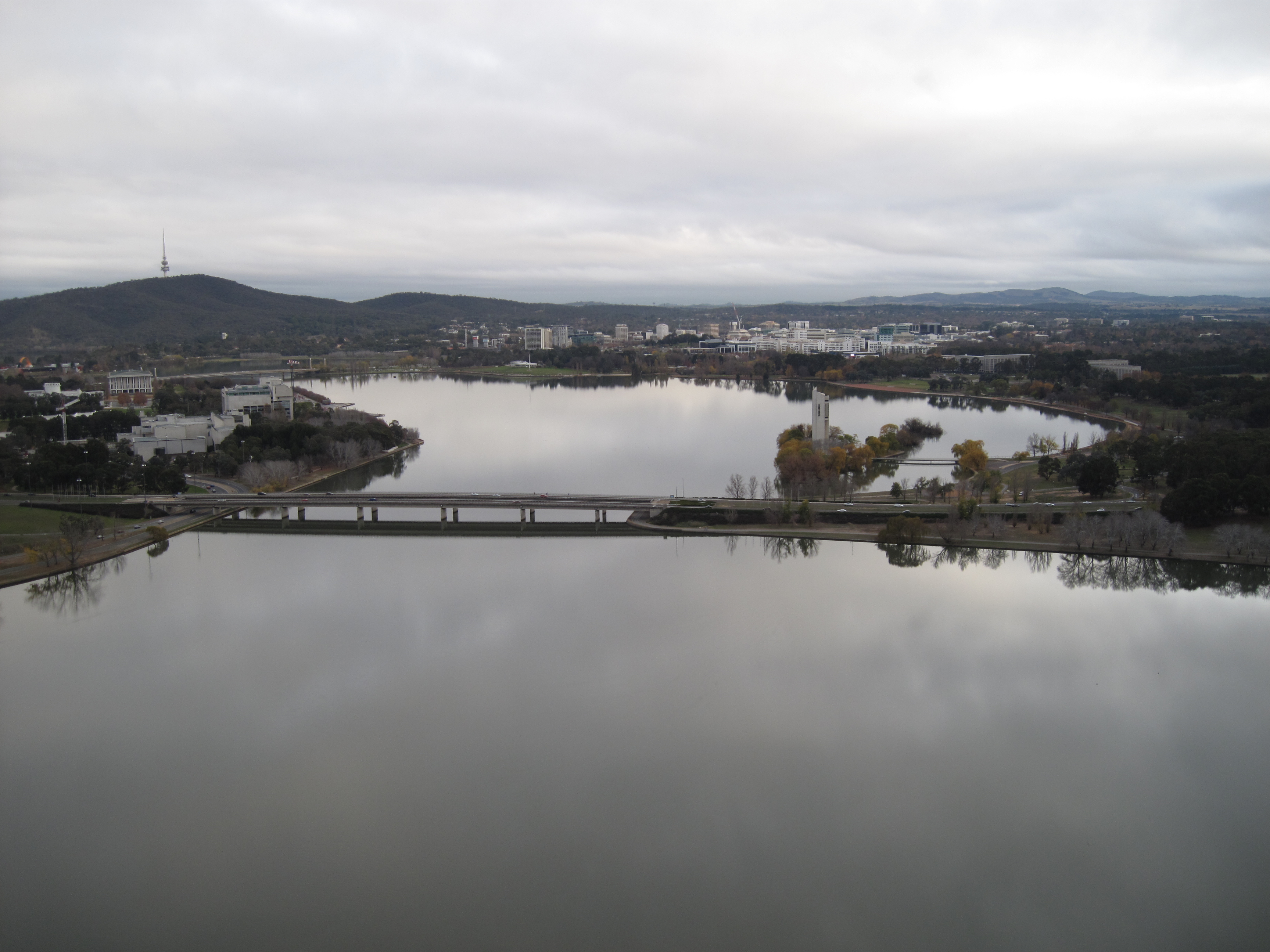
Мост Кингз Авеню

Проектно-изыскательские работы для мостов Авеню Содружества и Кингз Авеню были проведены с начала 1959 по начало 1960 года. Строительство моста Кингз Авеню было начато в 1960 году, а моста Авеню Содружества — годом позже. К счастью для строителей в Канберре стояла засуха, и в ходе строительных работ грунт оставался сухим. Для обоих мостов был использован бетон, усиленный канатами из нержавеющей стали.
Оба моста с двухсторонним движением, мост Авеню Содружества имеет по три полосы в каждом направлении, мост Кингз Авеню — по две. Вместо традиционного освещения с помощью установленных на столбах ламп, мост Кингз Авеню освещается с помощью ряда люминесцентных светильников, закреплённых на поручнях. Данная концепция известна как «интегральное освещение». Данное решение сочли успешным, поэтому оно также было использовано и для моста Авеню Содружества. Обеим конструкциям были присуждены награды Осветительного инженерного общества.
Мост Кингз Авеню был открыт 10 марта 1962 года. При большом стечении публики премьер Мензис отпер церемониальную цепь перед автоколонной и карнавальное шествие пересекло озеро. Мост Авеню содружества был открыт в 1963 году без официальной церемонии. Мензис называл его «лучшим сооружением в национальной столице».

### Дамба

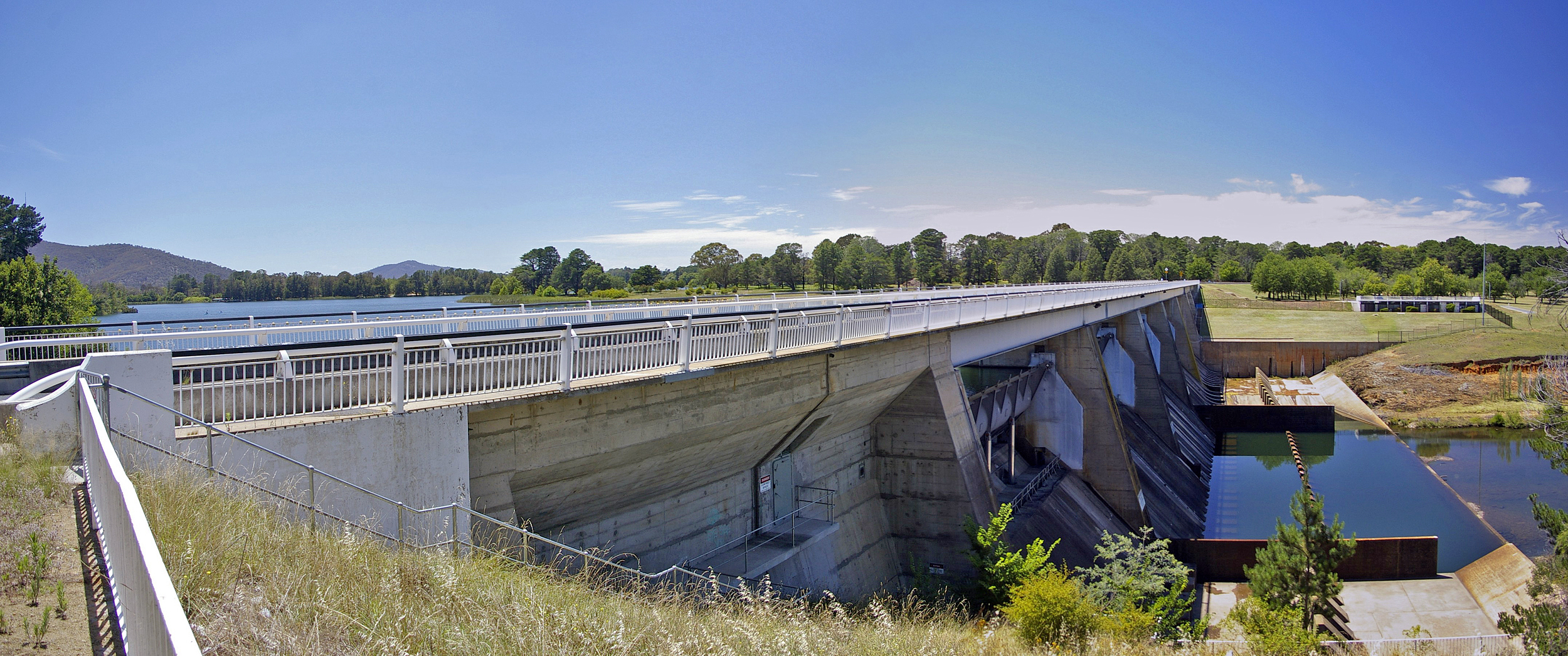
Дамба Скривенер

Дамба Скривенер, удерживающая воды озера Берли-Гриффин, была названа в часть Чарльза Роберта Скривенера, выбравшего место для строительства Канберры. Дамба была спроектирована и построена западногерманской компанией Rheinstahl Union Bruckenbau с использованием передовых методов напряжения бетона для борьбы с возможными изменениями в русле реки. Это потребовалось из-за кварцевой породы и наличия геологического сбросообразования под дамбой. В процессе строительства было использовано около 55 тысяч кубических метров бетона. Дамба имеет 33 метра в высоту и 319 метров в длину с максимальной толщиной стены 19,7 метра. Дамба рассчитана на сдерживание паводка, случающегося раз в 5 тысяч лет. Строительство было начато в сентябре 1960 года и завершено в сентябре 1963 года.
Дамба имеет пятипролётный водослив, контролируемый пятью воротами с гидравлическим приводом шириной 30,5 метров. Ворота позволяют точно контролировать уровень воды в озере. Все пять ворот одновременно были открыты только один раз за всё время существования плотины, во время сильного наводнения в 1976 году. Ворота удерживают две трети объёма воды в озере и позволяют легко пропускать плавающий на поверхности мусор.
Проектная мощность дамбы позволяет пропускать 5600 кубических метров воды в секунду. Продельный уровень, до наступления «катастрофических разрушений» составляет 8600 кубических метров в секунду. Поток в 2830 кубических метров в секунду может быть пропущен без каких-либо существенных изменений в уровне воды. Наибольший зарегистрированный поток составил 3400 кубических метров в секунду во время ранних наводнений.
Шоссе Леди Денман, проходящее по верху дамбы, является третьим автомобильным переездом через пруд. Оно состоит из проезжей части и велосипедной дорожки и позволяет пересекать водоём жителям западных районов Канберры. Это стало возможным из-за новшества в конструкции водосливных ворот дамбы, которые открываются путём опускания вниз, тогда как ранее в большинстве проектов ворота поднимались вверх.

### Заполнение озера
Длительная засуха, совпавшая с работами по строительству озера, упростила их. Дамба Скривенер была торжественно перекрыта 20 сентября 1963 года министром внутренних дел Городоном Фритом. Мензис отсутствовал из-за болезни. Спустя несколько месяцев дождей всё ещё не намечалось, и несколько луж с комарами были единственными признаками заполнения озера. С прекращением засухи ложе водоёма наполнилось до планового уровня к 29 апреля 1964 года. 17 октября 1964 года Мензис (уже сэр Роберт) отметил окончание первого этапа строительства торжественной церемонией открытия озера с плавающими на заднем плане парусными лодками. Церемония сопровождалась фейерверком. Спланированное Гриффином озеро стало реальностью через пять десятилетий, а его строительство обошлось в 5 039 050 австралийских долларов. Фрит предложил, поскольку Мензис «в значительной степени был отцом озера», назвать озеро в его честь. Мензис настоял на том, чтобы озеро носило имя Гриффина.
Во время сильной засухи уровень озера может падать неприемлемо низко. Когда это происходит, для восстановления уровня производится спуск воды из дамбы Гугонг, расположенной выше по течению на реке Квинбьян, притоке реки Молонгло. Эта дамба, строительство которой было завершено в 1979 году, наряду с двумя другими, Коттер и Корин, является частью системы водоснабжения Канберры и района города Квинбьян. Дамба Гугонг удерживает воду в объёме 124,5 миллиона кубических метров.

## Новейшая история и развитие

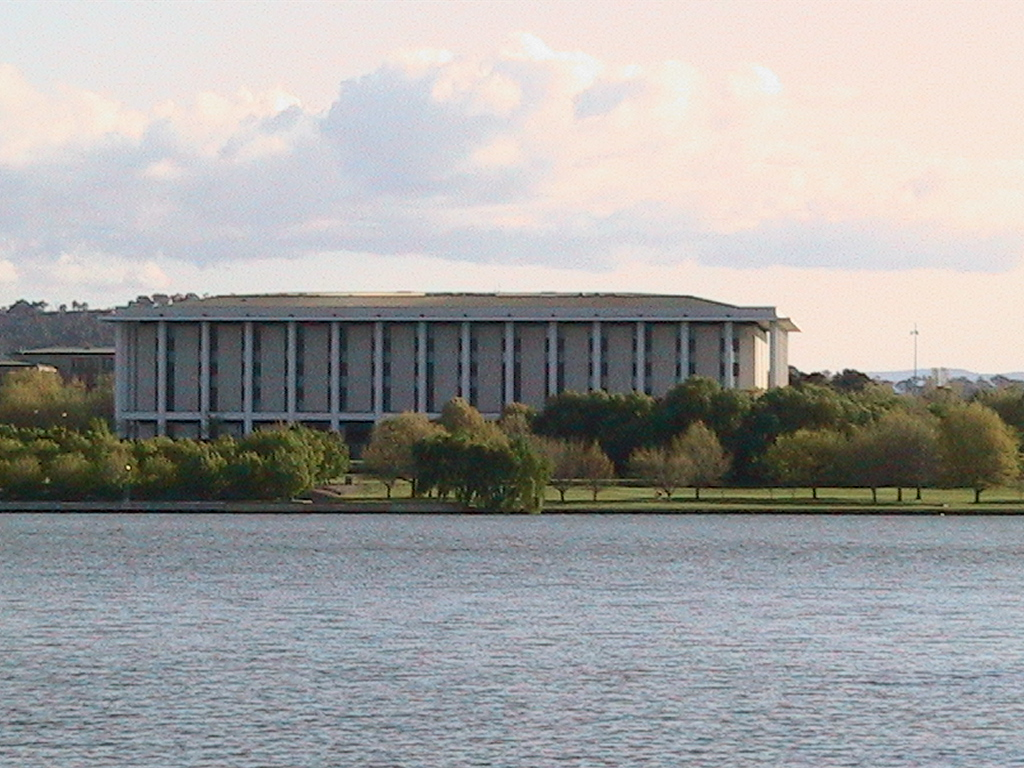
Вид с озера на Национальную библиотеку

План Гриффина сделал озеро центральной точкой города. За четыре десятилетия после сооружения озера вокруг него были построены различные здания национального значения. В соответствии с политикой Правительства, «озеро не только является одним из центров Канберры само по себе, но и формирует непосредственное окружение района Национального Парламента».
Создание озера также обеспечило появление водного фасада для многих известных учреждений. До своего сноса на полуострове Эктон на северном берегу между западным озером и западным бассейном был расположен Королевский госпиталь Канберры. На южном и северном берегах расположены Дом Правительства, исторический Коттедж Блунделлс, построенный за 50 лет до основания Канберры, и недавно построенный Австралийский национальный университет.
В 1970 году две туристические достопримечательности были установлены в середине центрального бассейна. Памятник капитану Джеймсу Куку был построен Правительством в честь двухсотлетия открытия восточного побережья Австралии Джеймсом Куком. Он состоит из фонтана в центральном бассейне, напоминающего Женевский фонтан, и установленной на мысе Регата скульптуры в виде каркаса глобуса с изображением маршрутов экспедиций Кука. 25 апреля 1970 года памятник был торжественно открыт королевой Елизаветой II. Во время этой церемонии королева Елизавета также открыла Австралийскую национальную колокольню на острове Аспен, состоящую из 53 бронзовых колоколов, подаренных Британией к пятидесятилетию города.

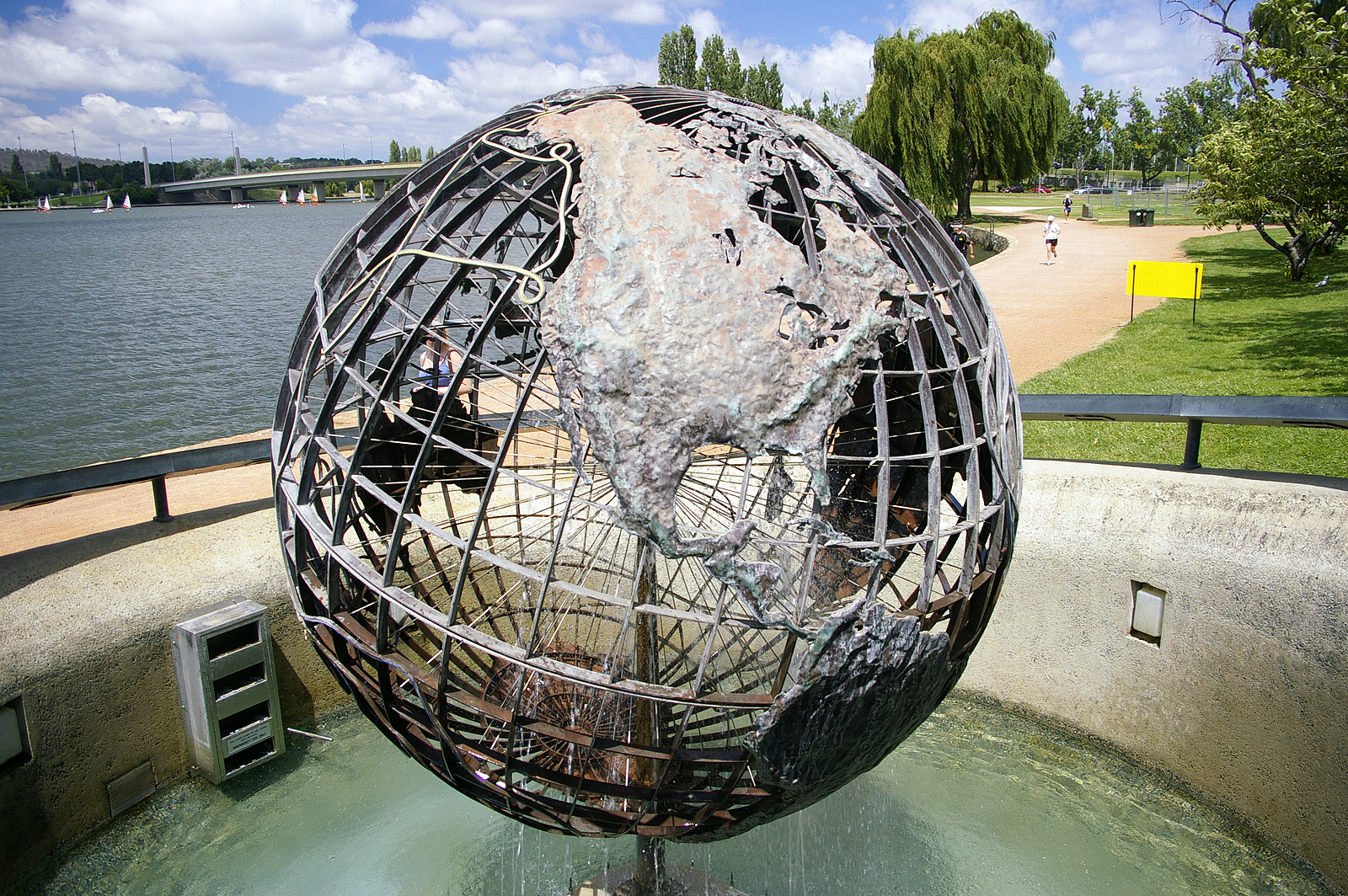
Памятник капитану Куку

Центральный бассейн стал водным путём между Домом парламента Австралии и Австралийским военным мемориалом, сформировав ландшафтный бульвар вдоль этой оси. С конца 1960-х по начало 1980-х годов вдоль этой оси был построен ряд зданий национального значения. Здание Национальной библиотеки было открыто на западной стороне оси в апреле 1968 года. Строительство зданий Верховного суда и Национальной галереи было начато в конце 1970-х годов и окончено в мае 1980 года и октябре 1982 года соответственно. Эти два здания расположены на восточной стороне оси и соединены надземным переходом. В 1988 году на капитолийском холме был построен новый Дом парламента Австралии, и, тем самым, было завершено формирование основной структуры Парламентского треугольника.
Новое здание Национального музея было построено в 2001 году на месте Королевского госпиталя Канберры. Здание госпиталя был снесено в 1997 году. За процессом сноса наблюдало большое количество зрителей, а одна девочка погибла под разлетевшимися обломками.
В начале XXI века, впервые после строительства, очертания озера были существенно изменены за счёт реконструкции южного берега восточного бассейна, проектирование которой было начато в 1997 году. В районе Кингстон были построены роскошные жилые комплексы, побившие все рекорды цен на недвижимость. После споров относительно влияния работ на окружающую среду строительство было перенесено в бывшую промышленную прибрежную зону района. В 2007 году начались дноуглубительные работы для строительства гавани, что должно превратить район в крупный развлекательный центр.

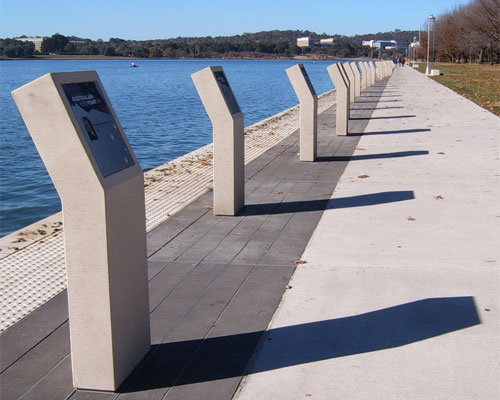
Набережная Австралийцев года

26 января 2006 года была открыта Набережная Австралийцев года. Она проходит вдоль берега между зданием Национальной библиотеки Австралии и мостом Авеню Содружества (35°17′42″ ю. ш. 149°07′44″ в. д.). Торжественно открыл эту аллею лично премьер-министр Джон Говард.
Здание электростанции Кингстон, некогда снабжавшей город электричеством, было переоборудовано в галерею произведений искусства из стекла Канберра Глассворк в 2007 году, спустя 50 лет после закрытия электростанции. В апреле 2009 года Правительство одобрило возведение в Кингстоне 22-х метровой стеклянной башни, названной Таучин Лайтли.
В 2007 году Правительство представило план перепланировки района вокруг исторического Альберт Холла в туристическую и ресторанную зону. Этот план включал строительство восьмиэтажного здания и перевод части прибрежных земель из культурной в коммерческую категорию. Однако инициатива была враждебно воспринята активистами охраны исторического наследия и широкой общественностью. Была подана петиция против проекта с более, чем 3300 подписями. Одним из обвинений было то, что проект слишком сильно сориентирован в сторону бизнеса и пренебрегает культурными и общественными нуждами. Предложение было отозвано в 2009 году.
Было выдвинуто предложение о строительстве пешеходного моста между Национальным музеем и садами Леннокс на южном берегу, который предполагалось назвать Мостом иммиграции в память о вкладе иммигрантов в развитие Австралии. Предложение встретило в основном негативные отзывы. Было рекомендовано перепроектировать или переместить мост с учётом нужд других пользователей озера.

## Возможности для отдыха

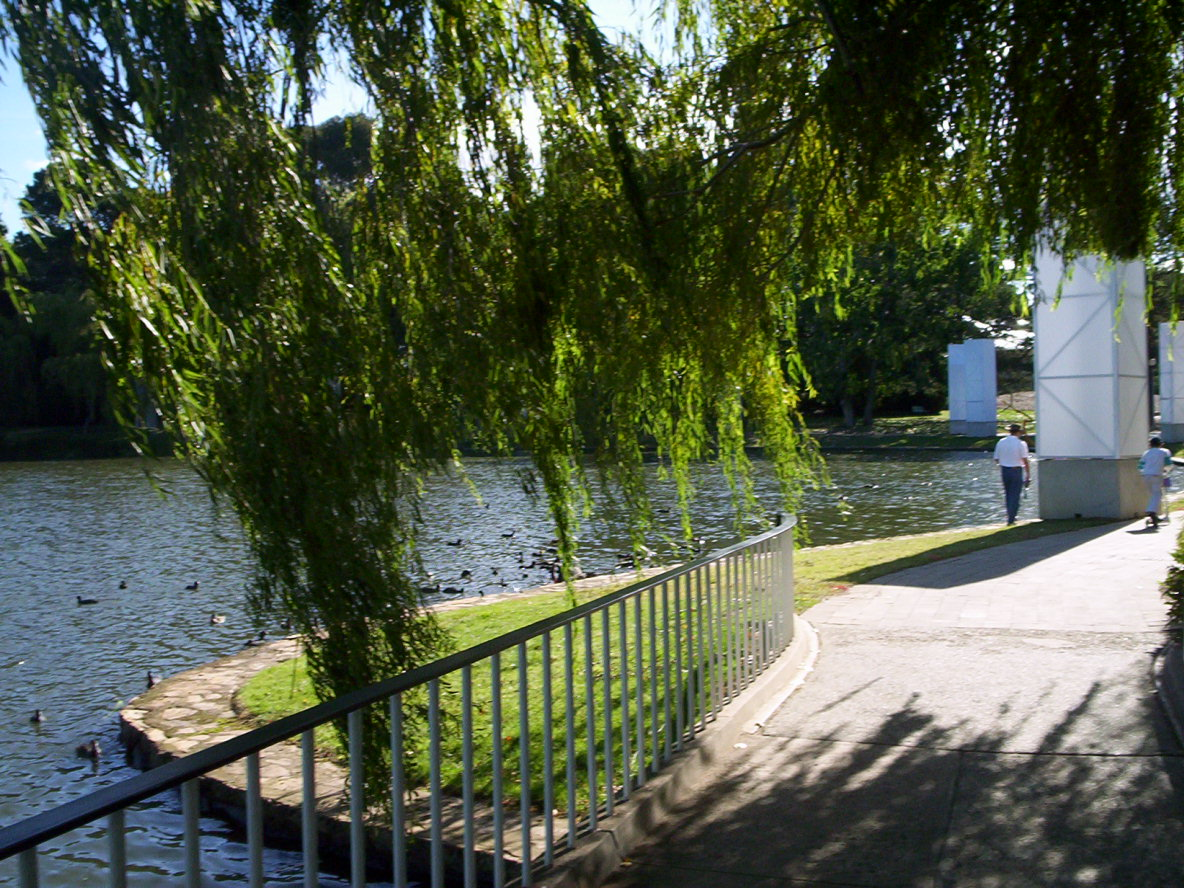
Парк Содружества

Окрестности озера Берли-Гриффин являются популярным местом отдыха. Вдоль большей части береговой линии разбиты общедоступные парки, оборудованные электрическими приспособлениями для барбекю, огороженными зонами для купания, столами для пикников и туалетами. Эти парки в общей сложности занимают территорию площадью 1139 квадратных километров. Наиболее известные парки: парк Содружества, парк Вестон, парк Кингз, парк Гревиллея, сады Леннокс, площадь Содружества. Парки Содружества и Кингз на северном берегу центрального бассейна пользуются наибольшей популярностью. Последний является городским садовым парком, здесь проходит Канберрский фестиваль. В парке Содружества проходит Флориэйд, ежегодный фестиваль цветов, проводящийся весной в течение месяца и привлекающий более 300 000 посетителей, что сравнимо с численностью населения города. Являясь крупнейшим фестивалем цветов в Австралии, это событие входит в число основных туристических достопримечательностей Канберры. Когда другой фестиваль пробовал взять то же имя, его организаторам пригрозили судебным разбирательством. К столетию национальной столицы планируется расширение масштабов фестиваля. Парк Вестон на западе известен своим хвойным лесом, а полуостров Блэк Маунтин — популярное место для пикников среди эвкалиптов. Парки Гривиллея и Боуэн на берегах восточного бассейна менее посещаемы.
Благодаря быстрому увеличению количества пляжей, лодочных гаваней и пристаней, западное озеро стало наиболее популярным у владельцев судов и купальщиков. Вокруг озера также проложена велосипедная дорожка, что делает его популярным местом для бега, велосипедных и пеших прогулок по выходным. На озере устраиваются новогодние фейерверки, и проводится большое ежегодное шоу Скайфайер (начиная с 1989 года).

### Водный спорт

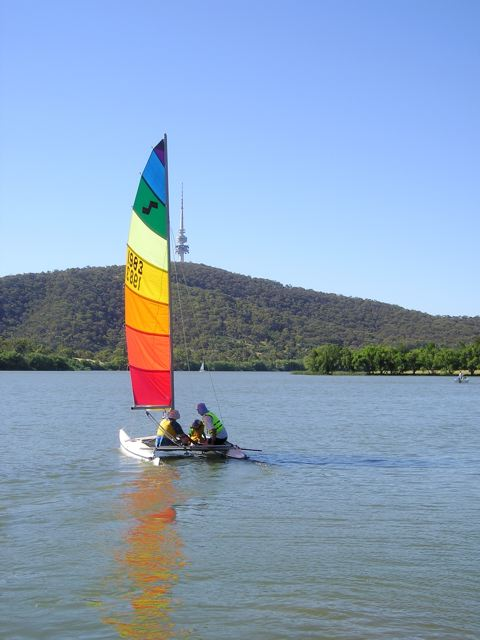
Парусная лодка в западном бассейне озера Берли-Гриффин. На заднем плане башня Блэк Маунтин

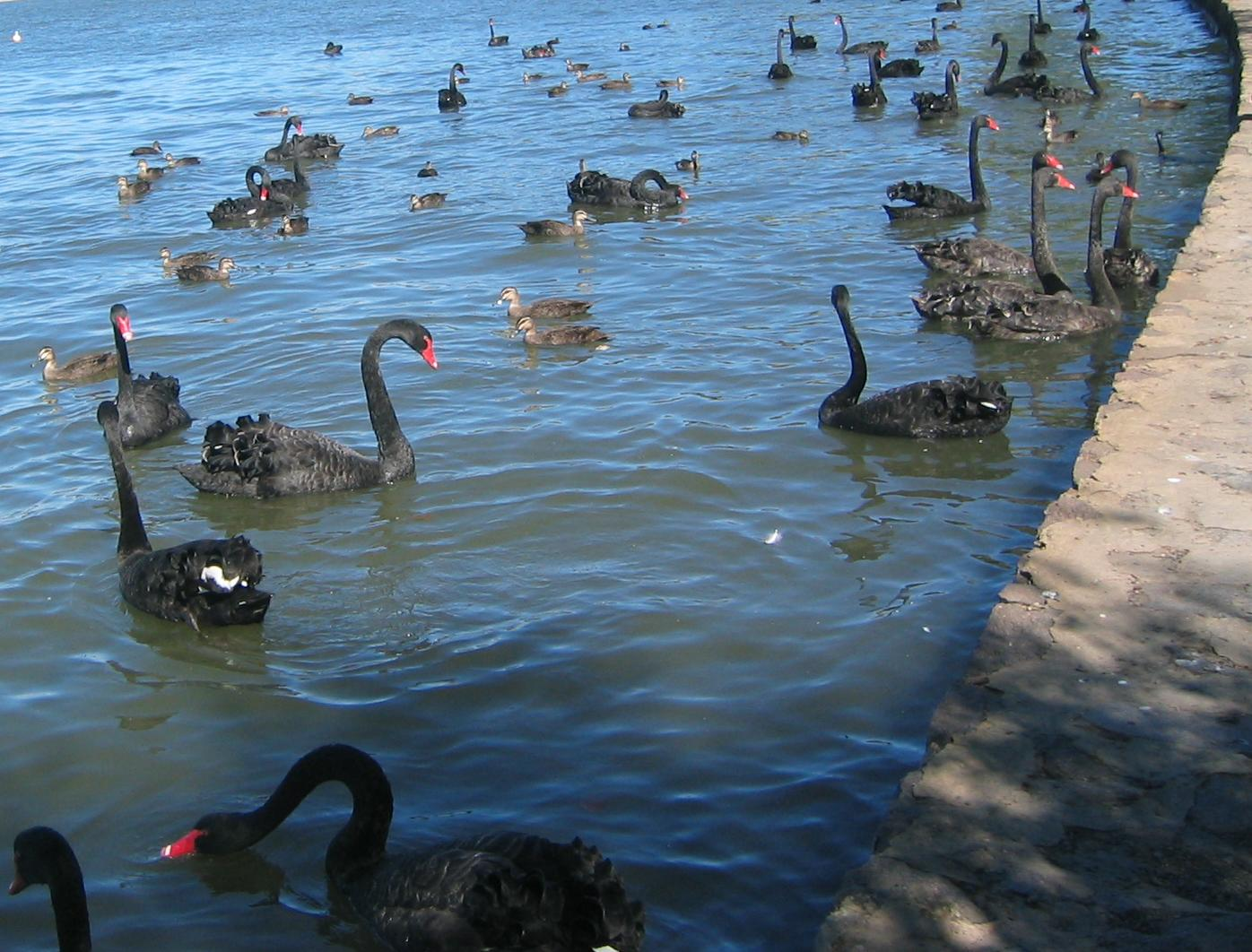
Чёрные лебеди в восточном бассейне озера Берли-Гриффин

Озеро Берли-Гриффин, кроме декоративных функций, используется для активного отдыха. Популярны парусный спорт, гребля на каноэ, виндсёрфинг, водные велосипеды. В западной части озера устроен гребной канал. В 1964 году на озере был проведён национальный чемпионат, но организации дальнейших мероприятий препятствовали сильные ветра. Однажды ветер вынес лодку на пилон моста. Хотя плавание в озере и не является особо популярным, возможности для этого сужаются участившимися случаями закрытиями озера для купания из-за качества воды. Другим сдерживающим фактором является низкая температура воды. В летний период озеро используется для проведения плавательной части различных триатлонов и акватлонов, включая Триатлонный фестиваль Шри Чинмоя.
В целом использование моторных лодок на озере запрещено. Разрешение можно получить для использования моторных лодок в целях спасения, обучения, коммерческих целях, а также в особых случаях (например, показ исторических паровых лодок). Молонгло Рич, зона реки Молонгло перед впадением в восточный бассейн, предназначена для катания на водных лыжах. Здесь разрешена эксплуатация моторных лодок.

### Безопасность

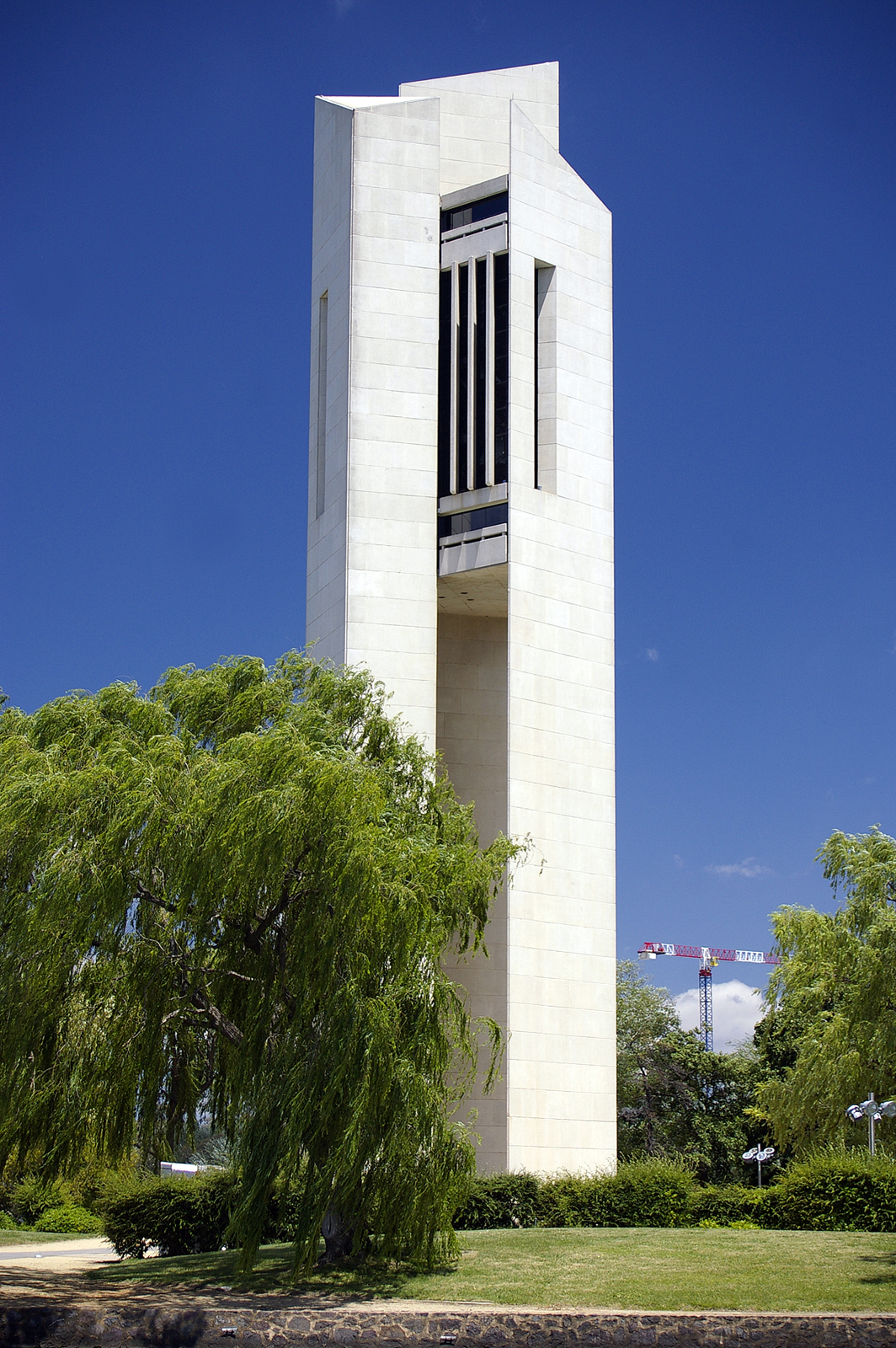
Национальная колокольня на острове Аспен

Озеро патрулируется водной полицией Австралийской федеральной полиции. В обязанности водной полиции входит помощь пользователям озера, регулирование движения на озере и буксирование повреждённых лодок к берегу.
Большинство мест для купания имеют специальную огороженную зону. В наиболее популярных зонах имеются шкафчики со спасательными жилетами и телефонами экстренного вызова. За период с 1962 по 1991 годы в озере утонуло семь человек.
В целях безопасности и сохранения качества воды озеро разделено на зоны, предназначенные для различных занятий. Восточная оконечность предназначена для занятий, связанных с непосредственным контактом с водой, например, плавания и катания на водных лыжах. Восточный и центральный бассейны, ближе к населённым районам, предназначены для занятий греблей и парусным спортом. Западное озеро является основной зоной отдыха, здесь разрешены занятия любыми видами водного спорта.

## Экологические вопросы

### Качество воды

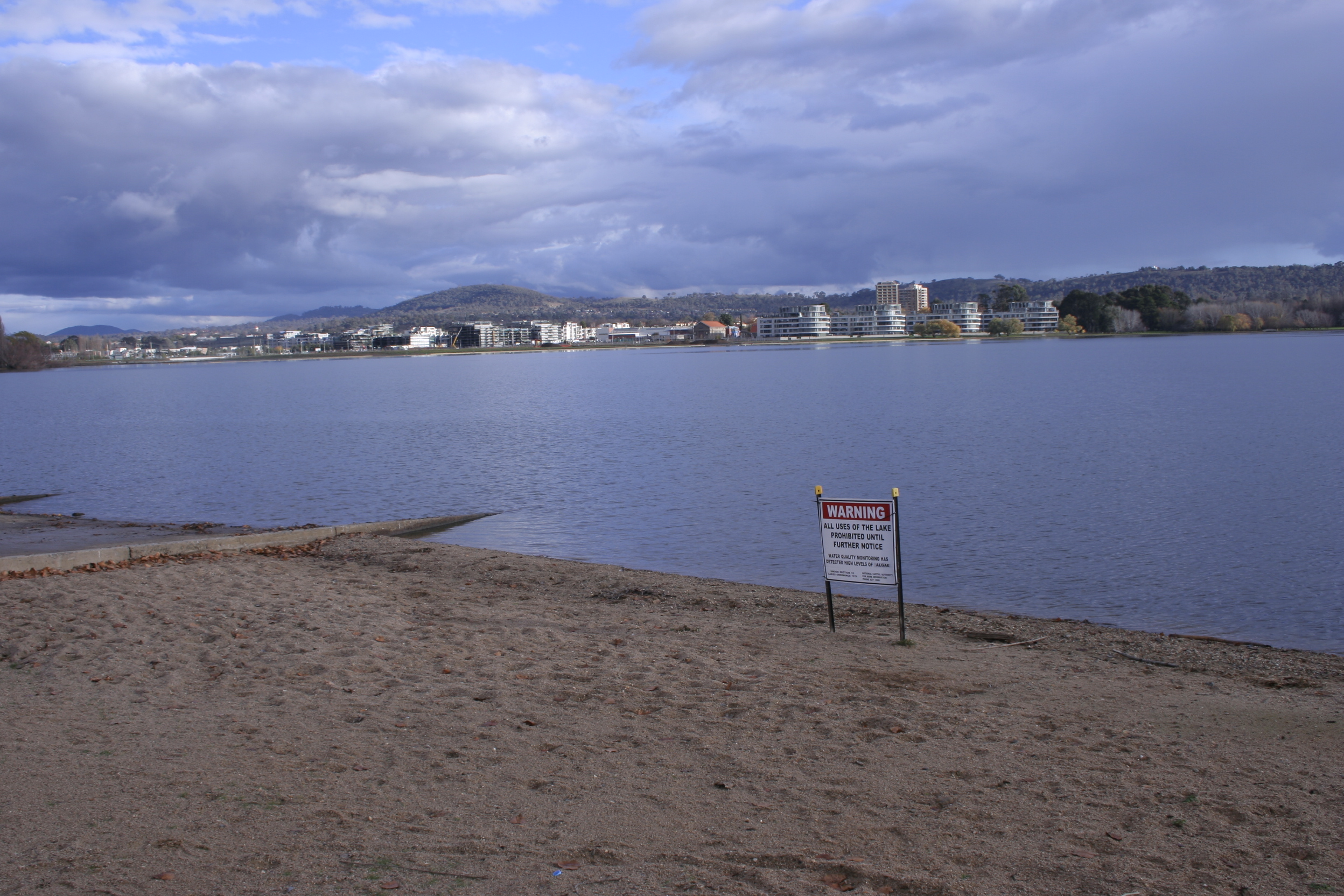
Объявление о закрытии озера из-за опасной концентрации сине-зелёных водорослей 5 июня 2009 года

Концентрация токсичных цианобактерий в озере находится на приемлемом уровне. Предупреждения о нежелательности контакта с водой выдаются, когда в озере развивается цветение воды. С целью улучшения качества воды делались попытки ограничить попадание в озеро фосфатов. Цианобактерии (или сине-зелёные водоросли) вырабатывают токсины, которые могут быть опасны для людей и животных, вступающих в контакт с загрязнённой водой. Было несколько случаев заражения собак после игры в воде озера и её питья.
Вода также выглядит мутной, однако это, как правило, не представляет риска для здоровья. Вместе с тем, помутнение воды, вызванное ветром, препятствует фотосинтезу. Заиливание не является существенной проблемой и характерно только для восточного бассейна, хотя и здесь очистки не требуется. Проблему упростило строительство дамбы Гугонг. Снизилось и загрязнение тяжёлыми металлами, частично из-за закрытия некоторых крупных рудников выше по течению. Однако выщелачивание и просачивание грунтовых вод всё ещё вызывают некоторое загрязнение. Для снижения этого уровня на входе в озеро были устроены ловушки для мусора, нефтяных отходов и осадочных пород.

### Водная жизнь и рыболовство
Рыбалка на озере достаточно популярна. Наиболее часто вылавливаемым видом является нелегально разведённый в озере карп. Ведётся ежегодный мониторинг популяции рыб. Среди реже встречающихся видов мюррейская треска, западный карповый пескарь и серебристый окунь, а также искусственно разведённые золотые рыбки, гамбузии, микижа и кумжа.

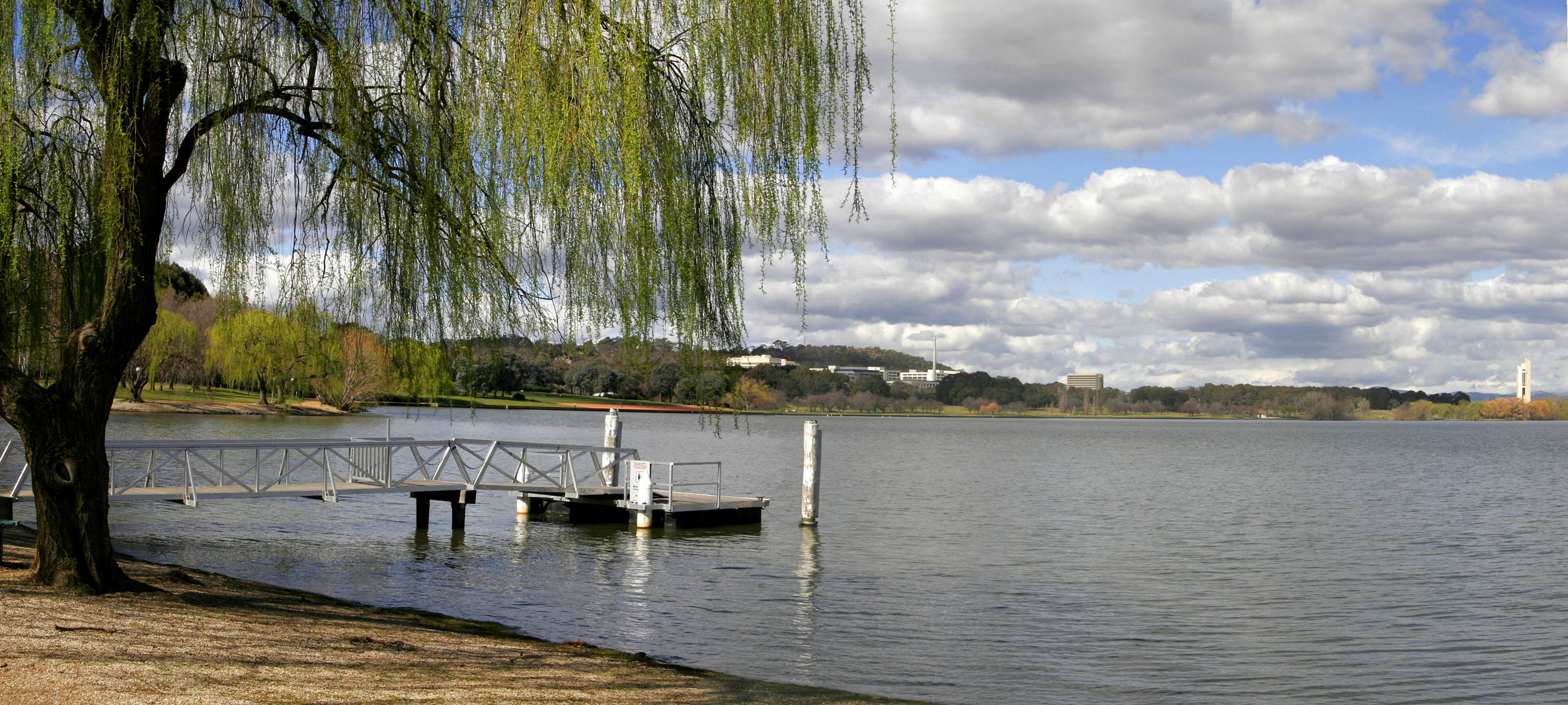
Вид вдоль центрального бассейна на Национальную колокольню и Министерство обороны

Озеро ежегодно пополняется различными видами рыбы. С 1981 года в его воды было выпущено более полумиллиона особей. С момента заполнения популяция рыб в озере менялась множество раз, менялась также и политика по его пополнению различными видами.
Путём регулярных пополнений, проводившихся с начала 1980-х годов, удалось восстановить на приемлемом уровне популяции золотистого карпа и мюррейской трески. Эти местные рыбы обитали в реке Молонгло до строительства озера, однако, из-за загрязнения реки предприятиями добывающей промышленности, разрушения среды обитания, чрезмерного вылова и появления новых, искусственно разведённых видов, в первой половине XX века почти исчезли. Увеличение популяции этих рыб позволило восстановить баланс в экосистеме, где они являются хищниками и поедают другие виды рыб.
Серебристый карп и коричневая форель выпускались в озеро в 1981-83 и 1987-89 годах соответственно, но после этого их популяция не пополнялась. Радужная форель выпускалась в озеро нерегулярно, приблизительно раз в десять лет, а с 2002 года её выпуск был прекращён из-за очень низкого уровня выживаемости. В соответствии с правительственным отчётом причины низкой выживаемости не определены, однако доминирование карпа в конкуренции за пищу является основной версией. За последние десятилетия золотистый карп и мюррейская треска составили четыре пятых от всех выпущенных в озеро рыб, в последние пять лет выпускали только их. В планах Правительства продолжить такую политику до 2014 года.

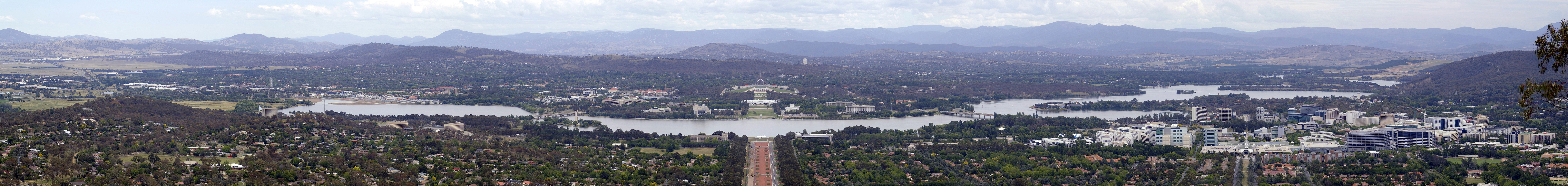
Вид на озеро Берли-Гриффин и Дом Парламента с горы Эйнсли